# Matsuno
Matsuno (松野町, Matsuno-chō) est un bourg du district de Kitauwa, dans la préfecture d'Ehime, au Japon.

## Géographie

### Démographie
Au 1er juillet 2014, la population de Matsuno s'élevait à 4 154 habitants répartis sur une superficie de 98,50 km2.